# 투게더 더 무비
투게더 더 무비(Phro Rao Khu Kan: The Movie, 2gether: The Movie)는 태국에서 제작된 위라칫 통칠라 감독의 2021년 코미디, 뮤지컬, 멜로/로맨스 영화이다. 와치라윗 치와아리 등이 주연으로 출연하였다.

## 출연

### 주연
- 와치라윗 치와아리
- 메타윈 오파이암카천